# Родолит
Родолитът е разновидност на розово-червения минерал пироп от групата на гранатите. За първи път е описан екземпляр от долината Кови, окръг Мейкън, Северна Каролина. Името произлиза от гръцкото rhodon за „подобен на роза“, аналогично на други видове розови минерали (като родохрозит и родонит). Рядкото оцветяване на минералите от това находище е довело до използването на родолита като скъпоценен камък. 
Родолитът, подобно на други разновидности на минерали, не е официално признат като минералогичен термин, а по-скоро се използва като търговско наименование.

## Гемологични свойства
Минералогично и химически, родолитовите гранати са членове на групата на пиропа – алмандинови твърди разтвори, с приблизителен обемен гранатов състав от Py70Al30. 
Родолитите от различни находища по света са характеризирани чрез кристалохимичен и абсорбционен спектрален анализ, показващ, че освен желязото такива елементи като манган, хром и ванадий могат да повлияят на цвета на родолитите.
Родолитовите гранати изглеждат като прозрачни червено-розово-лилави скъпоценни камъни, включващи всички цветови нюанси между виолетово и червено. Цветовете от различни източници на родолит могат да варират от лавандулово розово до малиново розово или малиново червено и от лилаво-виолетово (гроздово) до лилаво-червено.
Цветът на родолитите, съчетан с техния блясък, издръжливост и достъпността на камъни без видими примеси, водят до търсенето им в бижутерийната индустрия. Родолитите, използвани в бижутата, обикновено са фасетирани, за да се използва добре техният блясък, въпреки че съществуват и под формата на кабошон.
Някои родолити променят цвета си от лилаво до кафяво, когато се нагреят до температура от 600 °C. Този процес не може да бъде обърнат.

## Естествени източници
Много находища с икономическо значение се намират в страни, които принадлежат към геоложката единица на така наречения „мозамбикски пояс“, като Кения, Мадагаскар, Малави, Мозамбик, Танзания и др. Други находища на родолити има в Бразилия, Индия (Одиша), Норвегия, Съединените щати и Шри Ланка.